# Sphaerotrypes
Sphaerotrypes är ett släkte av skalbaggar. Sphaerotrypes ingår i familjen vivlar.

## Dottertaxa tillSphaerotrypes, i alfabetisk ordning[1]
- Sphaerotrypes assamensis
- Sphaerotrypes bangensis
- Sphaerotrypes barbatus
- Sphaerotrypes bengalensis
- Sphaerotrypes bicolor
- Sphaerotrypes biseriatus
- Sphaerotrypes blandfordi
- Sphaerotrypes boettcheri
- Sphaerotrypes brevisetosus
- Sphaerotrypes brunneus
- Sphaerotrypes bryanti
- Sphaerotrypes carinatus
- Sphaerotrypes carpini
- Sphaerotrypes coimbatorensis
- Sphaerotrypes congonus
- Sphaerotrypes controversae
- Sphaerotrypes costatus
- Sphaerotrypes cristatus
- Sphaerotrypes dulcispei
- Sphaerotrypes expressus
- Sphaerotrypes globulus
- Sphaerotrypes grandis
- Sphaerotrypes hagedorni
- Sphaerotrypes helferi
- Sphaerotrypes imitans
- Sphaerotrypes inermis
- Sphaerotrypes insularis
- Sphaerotrypes juglansi
- Sphaerotrypes juglansis
- Sphaerotrypes limbatus
- Sphaerotrypes macmahoni
- Sphaerotrypes magnus
- Sphaerotrypes minutus
- Sphaerotrypes moseri
- Sphaerotrypes palawanus
- Sphaerotrypes pentacme
- Sphaerotrypes philippinensis
- Sphaerotrypes pila
- Sphaerotrypes pygeumi
- Sphaerotrypes pyri
- Sphaerotrypes quadrituberculatus
- Sphaerotrypes querci
- Sphaerotrypes ranasinghei
- Sphaerotrypes rufopalliatus
- Sphaerotrypes siwalikensis
- Sphaerotrypes subtectus
- Sphaerotrypes sulcatus
- Sphaerotrypes tanganus
- Sphaerotrypes tectus
- Sphaerotrypes tsugae
- Sphaerotrypes ulmi
- Sphaerotrypes variegatus
- Sphaerotrypes yunnanensis